# I lattai sedotti

I lattai sedotti in E ora qualcosa di completamente diverso.

'I lattai sedotti' (Seduced Milkmen) è uno sketch del Monty Python's Flying Circus trasmesso nel terzo episodio della prima serie e compare anche nel film E ora qualcosa di completamente diverso.
Lo sketch dura solo quindici secondi ed è probabilmente una satira verso la sessualità femminile, ritratta come una "trappola".

## Lo sketch
Lo sketch inizia con un lattaio (Michael Palin) che distribuisce delle bottiglie di latte a una casa suburbana. La porta della casa si apre e appare una donna (Carol Cleveland nella versione del film) che lo seduce e lo conduce dentro la casa. Dopo che il lattaio è entrato nella casa, la donna lo conduce verso una camera del piano di sopra. Alla fine il lattaio entra e la donna chiude a chiave la porta e si scopre che la stanza è piena di lattai, alcuni sono lì da molto tempo e uno di loro è addirittura uno scheletro.

## E ora qualcosa di completamente diverso
Nella versione del film E ora qualcosa di completamente diverso, ad interpretare la donna c'è Carol Cleveland e l'interno della casa è differente da quella della versione originale.